# Hrvatska na Paraolimpijskim igrama 1996.
Hrvatsku je na Paraolimpijskim igrama u Ateni 1996. godine predstavljalo 5 športaša, od toga dva muškarca i tri žene.

## Medalje
Hrvatska na Paraolimpijskim igrama u Ateni nije osvojila niti jednu medalju.

## Vanjske poveznice
- Hrvatski paraolimpijski odbor